# Tîmoșcenkove, Nedrîhailiv
Tîmoșcenkove (în ucraineană Тимощенкове) este un sat în comuna Korovînți din raionul Nedrîhailiv, regiunea Sumî, Ucraina.

## Demografie
Componența lingvistică a localității Tîmoșcenkove
     Ucraineană (100%)
Conform recensământului din 2001, toată populația localității Tîmoșcenkove era vorbitoare de ucraineană (100%).